# Kirrwiller-Bosselshausen
Kirrwiller-Bosselshausen is een voormalige gemeente in het Franse departement Bas-Rhin (regio Grand Est) en telde 684 inwoners (1999). De plaats maakt deel uit van het arrondissement Saverne.
In 1974 ontstond de gemeente door de fusie van Bosselshausen en Kirrwiller. In 2007 werd de fusie ongedaan gemaakt en werden Bosselshausen en Kirrwiller opnieuw zelfstandige gemeenten.

## Geografie
De oppervlakte van Kirrwiller-Bosselshausen bedraagt 8,2 km², de bevolkingsdichtheid is 83,4 inwoners per km².